# 3414 Champollion
För andra betydelser, se Champollion.
3414 Champollion eller 1983 DJ är en asteroid i huvudbältet som upptäcktes den 19 februari 1983 av den amerikanske astronomen Edward L.G. Bowell vid Anderson Mesa Station. Den är uppkallad efter den franske egyptologen Jean-François Champollion.
Asteroiden har en diameter på ungefär 5 kilometer och den tillhör asteroidgruppen Flora.